# Список чемпионов UFC

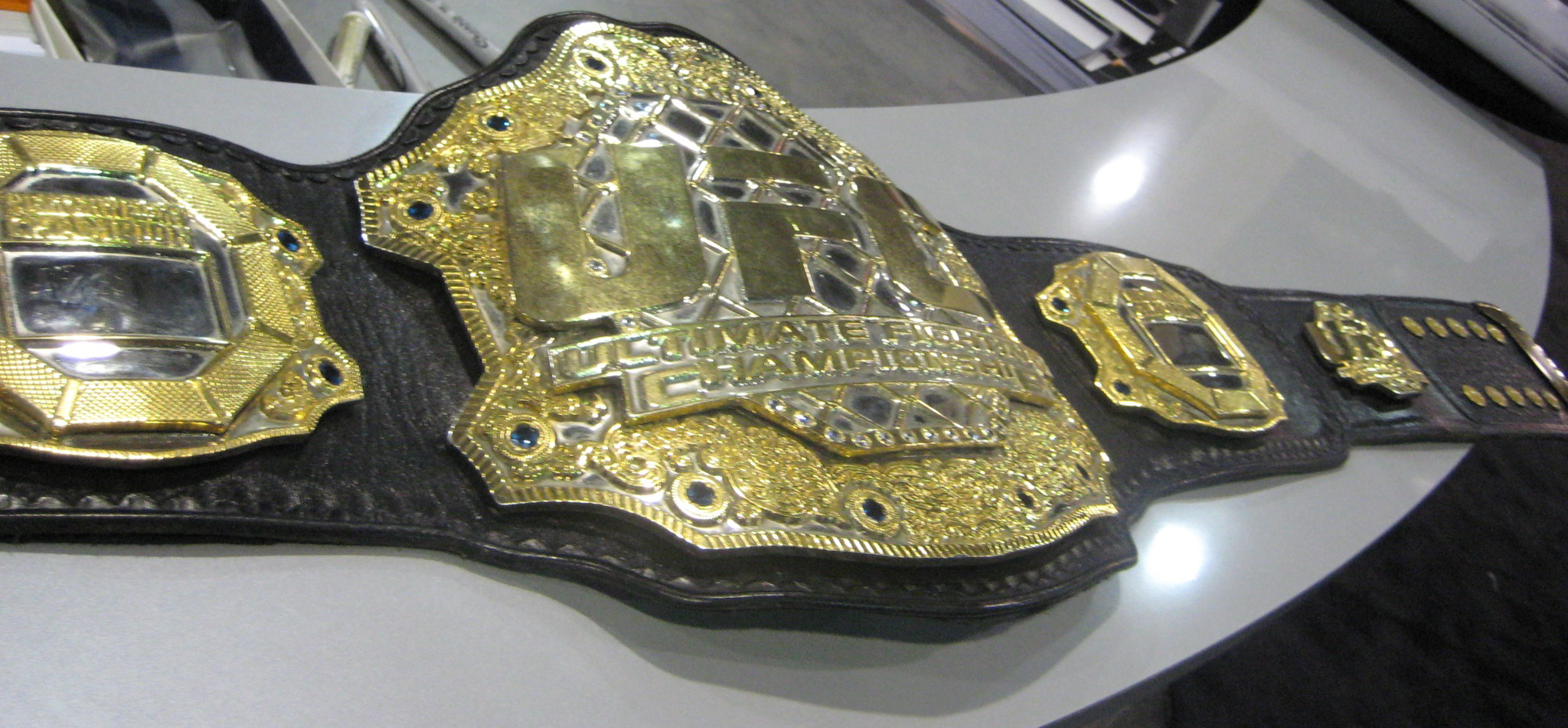
Чемпионский пояс тяжёлого веса

В данном списке представлены чемпионы Ultimate Fighting Championship для каждой весовой категории.
Во время первых турниров UFC в США смешанные боевые искусства не признавались спортом, а в самих соревнованиях не было весовых категорий. Вместо привычной модели чемпионства объявлялся победитель турнира. В ответ на критику сенатора Джона Маккейна, который способствовал запрету турниров в 36 штатах, UFC начала сотрудничать с атлетическими комиссиями и в 1997 году ввела в правила весовые категории.
Изначально были только две категории: тяжёлая и лёгкая. В дальнейшем категории менялись и, в конце концов, в 2000 году был проведён первый турнир по «Объединённым правилам MMA». В 2001 году UFC установила окончательные рамки весовых категорий. Формат проводимых мероприятий также претерпел изменения. До UFC 12 организовывались только турниры по олимпийской системе, то есть бойцы проводили по несколько боёв за вечер, а победитель определялся в финальной схватке; позже формат был изменён в пользу поединков между несколькими парами спортсменов во время турнира, появился титул чемпиона, владеющего поясом, однако формат турнира ещё несколько раз использовался в дальнейшем вплоть до 2003 года.
Чемпионом организации объявляется боец, одержавший победу в титульном бою. На текущий момент титульный бой длится 5 раундов по 5 минут, в то время как прочие бои, как правило, длятся 3 раунда. Для защиты пояса действующему чемпиону необходимо не проиграть схватку с претендентом, который в случае победы становится новым чемпионом. Предшественником чемпионского титула являлся титул «победителя супербоя» — схватки между ранее отличившимися бойцами. Отдельно следует упомянуть про титулы временного (англ. interim) и бесспорного (англ. undisputed) чемпионов. В случае если действующий чемпион долгое время не имеет возможности провести защиту пояса, например, ввиду травмы, то назначается бой за так называемый титул временного чемпиона. Временный чемпион так же проводит защиты пояса, но, в конце концов, должен быть назначен объединительный бой за звание бесспорного чемпиона, который выявит единственного обладателя пояса.
Начиная с 2005 года, на телевидении транслируется реалити-шоу The Ultimate Fighter, в котором перспективные спортсмены, отобранные для участия, проходят подготовку под руководством действующих бойцов и соревнуются за право выступить в финале. В конце концов, остаются лишь двое претендентов, бой которых будет одним из главных на соответствующем турнире.
В 2012 году в UFC был введён женский дивизион. Первой чемпионкой в женском легчайшем весе была объявлена бывшая чемпионка Strikeforce Ронда Раузи.

## Обладатели чемпионских титулов

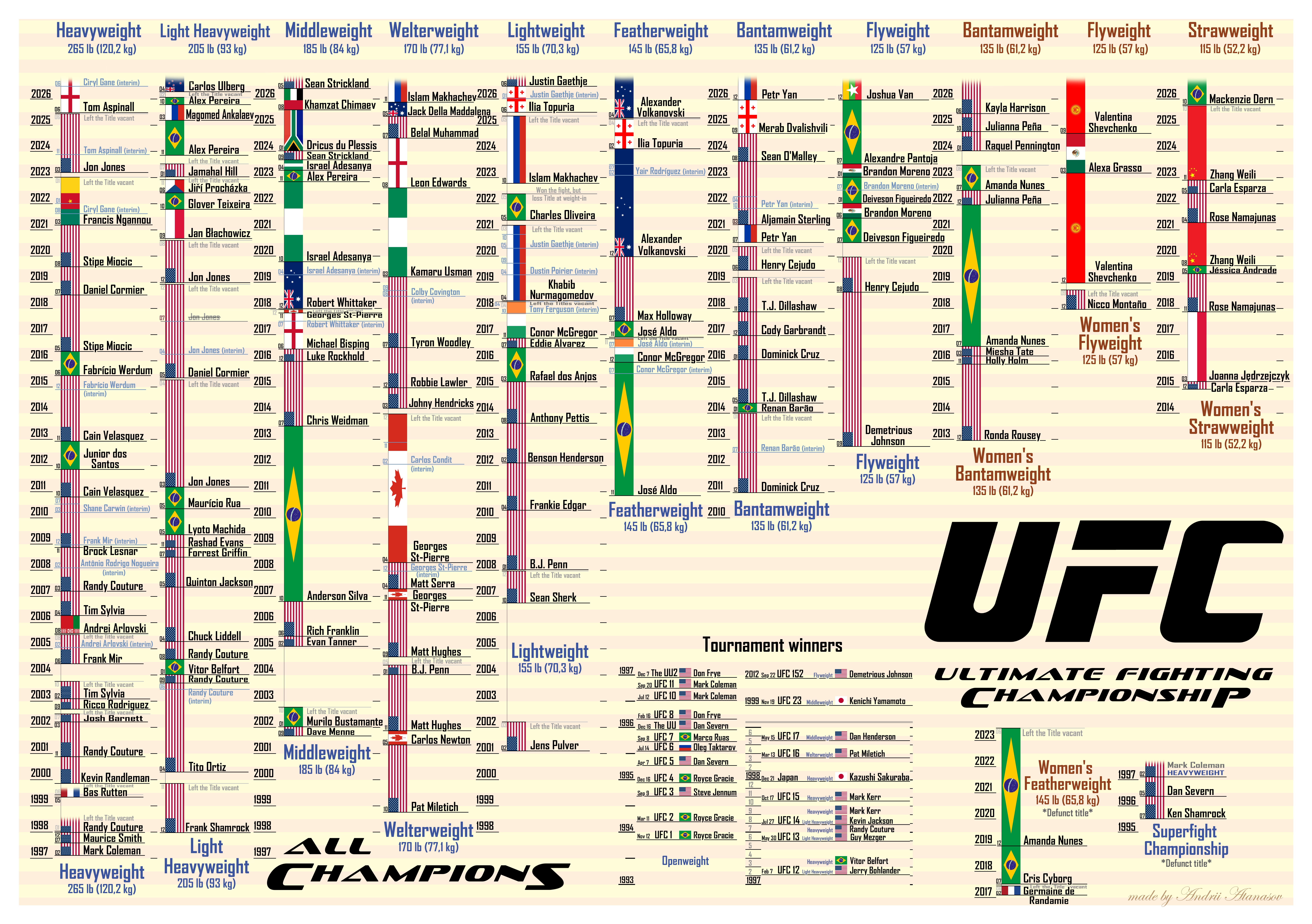
Список всех чемпионов UFC по состоянию на сентябрь 2024 года

### Действующие чемпионы
| Дивизион         | Чемпион/ка            | Дата завоевания титула                                                                | Количество защит |
| ---------------- | --------------------- | ------------------------------------------------------------------------------------- | ---------------- |
| Мужчины          |                       |                                                                                       |                  |
| Тяжёлый вес      | Том Аспиналл          | 11 ноября 2023 года (UFC 295 (временный, объявлен бесспорным чемпионом 21 июня 2025)) | 0                |
| Полутяжёлый вес  | Магомед Анкалаев      | 8 марта 2025 года (UFC 313)                                                           | 0                |
| Средний вес      | Хамзат Чимаев         | 17 август 2025 года (UFC 319)                                                         | 0                |
| Полусредний вес  | Джек Делла Маддалена  | мая 2025 года (UFC 315)                                                               | 0                |
| Лёгкий вес       | Илия Топурия          | 28 июня 2025 года (UFC 317)                                                           | 0                |
| Полулёгкий вес   | Александр Волкановски | 13 апреля 2025 года (UFC 314)                                                         | 0                |
| Легчайший вес    | Мераб Двалишвили      | 14 сентября 2024 года (UFC 306)                                                       | 2                |
| Наилегчайший вес | Алешандри Пантожа     | 8 июля 2023 года (UFC 290)                                                            | 4                |
| Женщины          |                       |                                                                                       |                  |
| Легчайший вес    | Кайла Харрисон        | 7 июня 2025 года (UFC 316)                                                            | 0                |
| Наилегчайший вес | Валентина Шевченко    | 14 сентября 2024 года (UFC 306)                                                       | 1                |
| Минимальный вес  | Чжан Вэйли            | 12 ноября 2022 года (UFC 281)                                                         | 3                |

### Чемпионы в тяжёлом весе
206 — 265 фунтов (93 — 120 кг)
Здесь и далее: строки с синим фоном и нумерацией вида В1 означают титул временного чемпиона.
| № | Фото | Имя                                                                            | Дата и событие                                                                 | Защиты | Дней       |
| --- | ---- | ------------------------------------------------------------------------------ | ------------------------------------------------------------------------------ | --- | ---------- |
| 1 |      | Марк Коулмен (поб. Дэна Северна)                                               | 7 февраля 1997 года UFC 12 (Дотан, Алабама)                                    | | 170        |
| 2 |      | Морис Смит                                                                     | 27 июля 1997 года UFC 14 (Бирмингем, Алабама)                                  | 1. поб. Девида Эбботта 17 октября 1997 года на UFC 15 (Бэй Сент-Луис, Миссисипи) | 147        |
| 3 |      | Рэнди Кутюр                                                                    | 21 декабря 1997 года UFC Japan (Иокогама)                                      | | 10         |
| Кутюр был лишён титула и покинул UFC в январе 1998 года из-за разногласий с контрактом.                                                                      |      |                                                                                |                                                                                | |            |
| 4 |      | Бас Рюттен (поб. Кевина Рэндлмена)                                             | 7 мая 1999 года UFC 20 (Бирмингем, Алабама)                                    | | 25         |
| Титул стал вакантным в июне 1999 года, когда Рюттен заявил об окончании карьеры ввиду травм.                                                                 |      |                                                                                |                                                                                | |            |
| 5 |      | Кевин Рэндлмен (поб. Пита Уильямса)                                            | 19 ноября 1999 года UFC 23 (Токио)                                             | 1. поб. Педру Риззу 9 июня 2000 года на UFC 26 (Сидар-Рапидс, Айова) | 364        |
| 6 |      | Рэнди Кутюр (2)                                                                | 17 ноября 2000 года UFC 28 (Атлантик-Сити, Нью-Джерси)                         | 1. поб. Педру Риззу 4 мая 2001 года на UFC 31 (Атлантик-Сити, Нью-Джерси) 2. поб. Педру Риззу 2 ноября 2001 года на UFC 34 (Лас-Вегас, Невада)                                                                                   | 490/ 500   |
| 7 |      | Джош Барнетт                                                                   | 22 марта 2002 года UFC 36 (Лас-Вегас, Невада)                                  | | 126        |
| Барнетт был лишён титула 26 июля 2002 года после положительных результатов послематчевого теста на анаболические стероиды.                                   |      |                                                                                |                                                                                | |            |
| 8 |      | Рикко Родригес (поб. Рэнди Кутюра)                                             | 27 сентября 2002 UFC 39 (Маунтвиль, Коннектикут)                               | | 154        |
| 9 |      | Тим Сильвия                                                                    | 28 февраля 2003 года UFC 41 (Атлантик-Сити, Нью-Джерси)                        | 1. поб. Гэна МакГи 26 сентября 2003 года на UFC 44 (Лас-Вегас, Невада) | 229        |
| Сильвия отказался от титула в сентябре 2003 года после положительных результатов послематчевого теста на анаболические стероиды.                             |      |                                                                                |                                                                                | |            |
| 10 |      | Фрэнк Мир (поб. Тима Сильвию)                                                  | 19 июня 2004 года UFC 48 (Лас-Вегас, Невада)                                   | | 419        |
| В1 |      | Андрей Орловский (поб. Тима Сильвию в бою за временный титул)                  | 5 февраля 2005 года UFC 51 (Лас-Вегас, Невада)                                 | 1. поб. Джастина Эйлерса 4 июня 2005 года на UFC 53 (Атлантик-Сити, Нью-Джерси) | —          |
| Мир был лишён титула в августе 2005 года из-за невозможности провести защиту ввиду травмы.                                                                   |      |                                                                                |                                                                                | |            |
| 11 |      | Андрей Орловский (признан бесспорным чемпионом)                                | 12 августа 2005 года                                                           | 1. поб. Пола Бентелло 7 октября 2005 года на UFC 55 (Маунтвиль, Коннектикут) | 246        |
| 12 |      | Тим Сильвия (2)                                                                | 15 апреля 2006 года UFC 59 (Анахайм, Калифорния)                               | 1. поб. Андрея Орловского 8 июля 2006 года на UFC 61 (Лас-Вегас, Невада) 2. поб. Джеффа Монсона 18 ноября 2006 года на UFC 65 (Сакраменто, Калифорния)                                                                           | 322/ 551   |
| 13 |      | Рэнди Кутюр (3)                                                                | 3 марта 2007 года UFC 68 (Колумбус, Огайо)                                     | 1. поб. Габриэла Гонзагу 25 августа 2007 года на UFC 74 (Лас-Вегас, Невада) | 623/ 1123  |
| В2 |      | Антониу Родригу Ногейра (поб. Тима Сильвию в бою за титул временного чемпиона) | 2 февраля 2008 года UFC 81 (Лас-Вегас, Невада)                                 | | —          |
| 14 |      | Брок Леснар (поб. Рэнди Кутюра)                                                | 15 ноября 2008 года UFC 91 (Лас-Вегас, Невада)                                 | 1. поб. Фрэнка Мира в бою за титул бесспорного чемпиона 11 июля 2009 года на UFC 100 (Лас-Вегас, Невада) 2. поб. Шейна Карвина в бою за титул бесспорного чемпиона 3 июля 2010 года на UFC 116 (Лас-Вегас, Невада)               | 707        |
| В3 |      | Фрэнк Мир (поб. Антонио Ногейру в бою за титул временного чемпиона)            | 27 декабря 2008 года UFC 92 (Лас-Вегас, Невада)                                | | —          |
| В4 |      | Шейн Карвин (поб. Фрэнка Мира в бою за титул временного чемпиона)              | 27 марта 2010 года UFC 111 (Ньюарк, Нью-Джерси)                                | | —          |
| 15 |      | Кейн Веласкес                                                                  | 23 октября 2010 года UFC 121 (Анахайм, Калифорния)                             | | 385        |
| 16 |      | Жуниор дус Сантус                                                              | 12 ноября 2011 года UFC on Fox: Velasquez vs. Dos Santos (Анахайм, Калифорния) | 1. поб. Фрэнка Мира 26 мая 2012 года на UFC 146 (Лас-Вегас, Невада) | 413        |
| 17 |      | Кейн Веласкес (2)                                                              | 29 декабря 2012 года UFC 155 (Лас-Вегас, Невада)                               | 1. поб. Антониу Силву 25 мая 2013 года на UFC 160 (Лас-Вегас, Невада) 2. поб. Жуниора дус Сантуса 19 октября 2013 года на UFC 166 (Хьюстон, Техас)                                                                               | 896/ 1281  |
| Ввиду травмы Веласкеса перед поединком с Вердумом последний встретился с Хантом в бою за титул временного чемпиона.                                          |      |                                                                                |                                                                                | |            |
| В5 |      | Фабрисиу Вердум (поб. Марка Ханта в бою за титул временного чемпиона)          | 15 ноября 2014 года UFC 180 (Мехико)                                           | | —          |
| 18 |      | Фабрисиу Вердум (поб. Кейна Веласкеса в бою за титул бесспорного чемпиона)     | 13 июня 2015 года UFC 188 (Мехико)                                             | | 336        |
| 19 |      | Стипе Миочич                                                                   | 14 мая 2016 года UFC 198 (Куритиба)                                            | 1. поб. Алистара Оверима 10 сентября 2016 года на UFC 203 (Кливленд, Огайо) 2. поб. Жуниора дус Сантуса 13 мая 2017 года на UFC 211 (Даллас, Техас) 3. поб. Франсиса Нганну 20 января 2018 года на UFC 220 (Бостон, Массачусетс) | 785        |
| 20 |      | Дэниел Кормье                                                                  | 7 июля 2018 года UFC 226 (Лас-Вегас)                                           | 1. поб. Деррика Льюиса 3 ноября 2018 года на UFC 230 (Нью-Йорк, Нью-Йорк) | 407        |
| 21 |      | Стипе Миочич (2)                                                               | 18 августа 2019 года UFC 241 (Лас-Вегас, Невада)                               | 1. поб. Дэниела Кормье 15 августа 2020 года на UFC 252 (Лас-Вегас, Невада) | 589 (1374) |
| 22 |      | Франсис Нганну                                                                 | 27 марта 2021 года UFC 260 (Лас-Вегас, Невада)                                 | 1. поб. Сирила Гана 22 января 2022 года на UFC 270 (Анахайм, Калифорния) | 659        |
| В6 |      | Сирил Ган (поб. Деррика Льюиса в бою за титул временного чемпиона)             | 7 августа 2021 года UFC 265 (Хьюстон, Техас)                                   | | —          |
| Нганну был лишён титула и покинул UFC 14 января 2023 года из-за разногласий с контрактом.                                                                    |      |                                                                                |                                                                                | |            |
| 23 |      | Джон Джонс (поб. Сирила Гана)                                                  | 4 марта 2023 года UFC 285 (Лас-Вегас, Невада)                                  | 1. поб. Стипе Миочича 16 ноября 2024 года на UFC 309 (Мэдисон-сквер-гарден, Нью-Йорк) | 840        |
| Ввиду травмы Джонса временный титул был разыгран в поединке Аспиналла и Павловича. После завершения карьеры Джонсом пояс перешёл во владение Тома Аспиналла. |      |                                                                                |                                                                                | |            |
| В7 |      | Том Аспиналл (поб. Сергея Павловича в бою за титул временного чемпиона)        | 11 ноября 2023 года UFC 295 (Нью-Йорк, США)                                    | 1. поб. Кертиса Блейдса 29 июля 2024 годна на UFC 304 (Манчестер, Великобритания) | —          |
| 24 |      | Том Аспиналл (признан бесспорным чемпионом)                                    | 21 июня 2025 года                                                              | | 57         |

### Чемпионы в полутяжёлом весе
186 — 205 фунтов (84 — 93 кг)
До UFC 31 (4 мая 2001 года) полутяжёлый вес назывался средним.
| № | Фото | Имя                                                                 | Дата и событие                                     | Защиты | Дней       |
| --- | ---- | ------------------------------------------------------------------- | -------------------------------------------------- | --- | ---------- |
| 1 |      | Фрэнк Шемрок (поб. Кевина Джексона)                                 | 21 декабря 1997 года UFC Japan (Иокогама)          | 1. поб. Игоря Зиновьева 13 марта 1998 года на UFC 16 (Новый Орлеан, Луизиана) 2. поб. Джереми Хорна 15 мая 1998 года на UFC 17 (Мобил, Алабама) 3. поб. Джона Лобера 16 октября 1998 года на UFC Brazil (Сан-Паулу) 4. поб. Тито Ортиса 24 сентября 1999 года на UFC 22 (Лейк-Чарльз, Луизиана) | 703        |
| Титул стал вакантным в ноябре 1999 года, когда Шемрок покинул UFC. |      |                                                                     |                                                    | |            |
| 2 |      | Тито Ортис (поб. Вандерлея Силву)                                   | 14 апреля 2000 года UFC 25 (Токио)                 | 1. поб. Юки Кондо 16 декабря 2000 года на UFC 29 (Токио) 2. поб. Эвана Таннера 23 февраля 2001 года на UFC 30 (Атлантик-Сити, Нью-Джерси) 3. поб. Элвиса Синосича 29 июня 2001 года на UFC 32 (Ист-Ратерфорд, Нью-Джерси) 4. поб. Владимира Матюшенко 28 сентября 2001 года на UFC 33 (Лас-Вегас, Невада) 5. поб. Кена Шемрока on 22 ноября 2002 года на UFC 40 (Лас-Вегас, Невада) | 1260       |
| В1 |      | Рэнди Кутюр (поб. Чака Лидделла в бою за титул временного чемпиона) | 6 июня 2003 года UFC 43 (Лас-Вегас, Невада)        | | —          |
| 3 |      | Рэнди Кутюр (поб. Тито Ортиса в бою за титул бесспорного чемпиона)  | 26 сентября 2003 года UFC 44 (Лас-Вегас, Невада)   | | 127        |
| 4 |      | Витор Белфорт                                                       | 31 января 2004 года UFC 46 (Лас-Вегас, Невада)     | | 203        |
| 5 |      | Рэнди Кутюр (2)                                                     | 21 августа 2004 года UFC 49 (Лас-Вегас, Невада)    | | 238/ 365   |
| 6 |      | Чак Лидделл                                                         | 16 апреля 2005 года UFC 52 (Лас-Вегас, Невада)     | 1. поб. Джереми Хорна 20 августа 2005 года на UFC 54 (Лас-Вегас, Невада) 2. поб. Рэнди Кутюра 4 февраля 2006 года на UFC 57 (Лас-Вегас, Невада) 3. поб. Ренато Собрала 26 августа 2006 года на UFC 62 (Лас-Вегас, Невада) 4. поб. Тито Ортиса 30 декабря 2006 года на UFC 66 (Лас-Вегас, Невада) | 770        |
| 7 |      | Куинтон Джексон                                                     | 26 мая 2007 года UFC 71 (Лас-Вегас, Невада)        | 1. поб. Дэна Хендерсона 8 сентября 2007 года на UFC 75 (Лондон) | 406        |
| 8 |      | Форрест Гриффин                                                     | 5 июля 2008 года UFC 86 (Лас-Вегас, Невада)        | | 175        |
| 9 |      | Рашад Эванс                                                         | 27 декабря 2008 года UFC 92 (Лас-Вегас, Невада)    | | 147        |
| 10 |      | Лиото Мачида                                                        | 23 мая 2009 года UFC 98 (Лас-Вегас, Невада)        | 1. поб. Маурисиу Руа 24 октября 2009 года на UFC 104 (Лос-Анджелес, Калифорния) | 350        |
| 11 |      | Маурисиу Руа                                                        | 8 мая 2010 года UFC 113 (Монреаль, Квебек)         | | 315        |
| 12 |      | Джон Джонс                                                          | 19 марта 2011 года UFC 128 (Ньюарк, Нью-Джерси)    | 1. поб. Куинтона Джексона 24 сентября 2011 года на UFC 135 (Денвер, Колорадо) 2. поб. Лиото Мачиду 20 декабря 2011 года на UFC 140 (Торонто, Онтарио) 3. поб. Рашада Эванса 21 апреля 2012 года на UFC 145 (Атланта, Джорджия) 4. поб. Витора Белфорта 22 сентября 2012 года на UFC 152 (Торонто, Онтарио) 5. поб. Чейла Соннена 27 апреля 2013 года на UFC 159 (Ньюарк, Нью-Джерси) 6. поб. Александра Густафссона 21 сентября 2013 года на UFC 165 (Торонто, Онтарио) 7. поб. Гловера Тейшейру 26 апреля 2014 года на UFC 172 (Балтимор, Мэриленд) 8. поб. Дэниела Кормье 3 января 2015 года на UFC 182 (Лас-Вегас, Невада) | 1501       |
| Джонс был лишён титула 28 апреля 2015 года вследствие обвинений в скрытии с места совершения ДТП и последующего ареста.                                                                                      |      |                                                                     |                                                    | |            |
| 13 |      | Дэниел Кормье (поб. Энтони Джонсона)                                | 23 мая 2015 года UFC 187 (Лас-Вегас, Невада)       | 1. поб. Александра Густафссона 3 октября 2015 года на UFC 192 (Хьюстон, Техас) 2. поб. Энтони Джонсона 8 апреля 2017 года на UFC 210 (Буффало, Нью-Йорк) 3. бой с Джоном Джонсом 29 июля 2017 года на UFC 214 (Анахайм, Калифорния) был признан несостоявшимся: Джонс одержал победу и получил титул чемпиона, однако провалил тестирование на допинг, и впоследствии Калифорнийская Атлетическая комиссия изменила результат поединка на "НС"; таким образом, Кормье остался действующим чемпионом 4. поб. Волкана Оздемира 20 января 2018 года на UFC 220 (Бостон, Массачусетс)                                             | 1315       |
| После судебного заседания, оставившего Джонса на свободе, UFC сделало его следующим претендентом на титул. Однако незадолго до боя Кормье получил травму, поэтому Джонс и Сен-Прё разыграли временный титул. |      |                                                                     |                                                    | |            |
| В2 |      | Джон Джонс (поб. Овинса Сен-Прё в бою за титул временного чемпиона) | 23 апреля 2016 года UFC 197 (Лас-Вегас, Невада)    | | —          |
| 9 ноября 2016 года Джонс был лишён титула временного чемпиона после получения годичного отстранения вследствие проваленного тестирования на допинг.                                                          |      |                                                                     |                                                    | |            |
| 28 декабря 2018 года Дэниел Кормье освободил титул чемпиона в связи с переходом в тяжёлый вес. |      |                                                                     |                                                    | |            |
| 14 |      | Джон Джонс (2) (поб. Александра Густафссона)                        | 29 декабря 2018 года UFC 232 (Инглвуд, Калифорния) | 1. поб. Энтони Смита 2 марта 2019 года на UFC 235 (Парадайс, Невада) 2. поб. Тиагу Сантуса 6 июля 2019 года на UFC 239 (Парадайс, Невада) 3. поб. Доминика Рейеса 8 февраля 2020 года на UFC 247 (Хьюстон, Техас) | 597 (2098) |
| Титул стал вакантным 17 августа 2020 года, когда Джон Джонс официально освободил пояс чемпиона в полутяжёлом весе, из-за недоговоренности с UFC по поводу зарплаты и желание перейти в тяжёлый дивизион.     |      |                                                                     |                                                    | |            |
| 15 |      | Ян Блахович (поб. Доминика Рейеса)                                  | 27 сентября 2020 года UFC 253 (Абу-Даби, ОАЭ)      | 1. поб. Исраэль Адесанья 6 марта 2021 года на UFC 259 (Лас-Вегас, Невада) | 398        |
| 16 |      | Гловер Тейшейра                                                     | 30 октября 2021 года UFC 267 (Абу-Даби, ОАЭ)       | | 225        |
| 17 |      | Иржи Прохазка                                                       | 12 июня 2022 года UFC 275 (Сингапур)               | | 164        |
| Ян Блахович и Магомед Анкалаев завершили поединок за вакантный титул вничью 11 декабря 2022 года на UFC 282.                                                                                                 |      |                                                                     |                                                    | |            |
| 18 |      | Джамаал Хилл (поб. Гловера Тейшейру)                                | 21 января 2023 года UFC 283 (Рио-де-Жанейро)       | | 174        |
| Ввиду травмы Хилл освободил титул 14 июля 2023 года. |      |                                                                     |                                                    | |            |
| 19 |      | Алекс Перейра (поб. Иржи Прохазку)                                  | 11 ноября 2023 года UFC 295 (Нью-Йорк, США)        | 1. поб. Джамаала Хилла 13 апреля 2024 года на UFC 300 (Парадайс, Невада) 2. поб. Иржи Прохазку 29 июня 2024 года на UFC 303 (Парадайс, Невада) 3. поб. Халил Раунтри 6 октября 2024 года на UFC 307 (Солт-Лейк-Сити, Юта) | 483        |
| 20 |      | Магомед Анкалаев (поб. Алекса Перейру)                              | 8 марта 2025 года UFC 313 (Парадайс, Невада)       | | 162+       |

### Чемпионы в среднем весе
171 — 185 фунтов (77 — 84 кг)
| № | Фото | Имя                                                                          | Дата и событие                                      | Защиты | Дней       |
| --- | ---- | ---------------------------------------------------------------------------- | --------------------------------------------------- | --- | ---------- |
| 1 |      | Дейв Менне (поб. Гила Кастилло)                                              | 28 сентября 2001 года UFC 33 (Лас-Вегас, Невада)    | | 105        |
| 2 |      | Мурилу Бустаманте                                                            | 11 января 2002 года UFC 35 (Лас-Вегас, Невада)      | 1. поб. Мэтта Линдленда 10 мая 2002 года на UFC 37 (Босьер-Сити, Луизиана) | 267        |
| Бустаманте был лишён титула 5 октября 2002 года после подписания контракта с Pride.                                                                         |      |                                                                              |                                                     | |            |
| 3 |      | Эван Таннер (поб. Дэвида Террелла)                                           | 5 февраля 2005 года UFC 51 (Лас-Вегас, Невада)      | | 119        |
| 4 |      | Рич Франклин                                                                 | 4 июня 2005 года UFC 53 (Атлантик-Сити, Нью-Джерси) | 1. поб. Натана Куарри 19 ноября 2005 года на UFC 56 (Лас-Вегас, Невада) 2. поб. Давида Луазо 4 марта 2006 года на UFC 58 (Лас-Вегас, Невада) | 497        |
| 5 |      | Андерсон Силва                                                               | 14 октября 2006 года UFC 64 (Лас-Вегас, Невада)     | 1. поб. Нейта Марквардта 7 июля 2007 года на UFC 73 (Сакраменто, Калифорния) 2. поб. Рича Франклина 20 октября 2007 года на UFC 77 (Цинциннати, Огайо) 3. поб. Дэна Хендерсона 1 марта 2008 года на UFC 82 (Колумбус, Огайо) 4. поб. Патрика Коте 25 октября 2008 года на UFC 90 (Роузмонт, Иллинойс) 5. поб. Теилса Лейтеса 18 апреля 2009 года на UFC 97 (Монреаль, Квебек) 6. поб. Демиана Майю 10 апреля 2010 года на UFC 112 (Абу-Даби) 7. поб. Чейла Соннена 7 августа 2010 года на UFC 117 (Окленд, Калифорния) 8. поб. Витора Белфорта 5 февраля 2011 года на UFC 126 (Лас-Вегас, Невада) 9. поб. Юсина Оками 27 августа 2011 года на UFC 134 (Рио-де-Жанейро) 10. поб. Чейла Соннена 7 июля 2012 года на UFC 148 (Лас-Вегас, Невада) | 2457       |
| До 16 апреля 2017 года Силва являлся абсолютным рекордсменом в истории UFC по количеству проведённых защит титула.                                          |      |                                                                              |                                                     | |            |
| 6 |      | Крис Вайдман                                                                 | 6 июля 2013 года UFC 162 (Лас-Вегас, Невада)        | 1. поб. Андерсона Силву 28 декабря 2013 года на UFC 168 (Лас-Вегас, Невада) 2. поб. Лиото Мачиду 5 июля 2014 года на UFC 175 (Лас-Вегас, Невада) 3. поб. Витора Белфорта 23 мая 2015 года на UFC 187 (Лас-Вегас, Невада) | 889        |
| 7 |      | Люк Рокхолд                                                                  | 12 декабря 2015 года UFC 194 (Лас-Вегас, Невада)    | | 175        |
| 8 |      | Майкл Биспинг                                                                | 4 июня 2016 года UFC 199 (Инглвуд, Калифорния)      | 1. поб. Дэна Хендерсона 8 октября 2016 года на UFC 204 (Манчестер) | 518        |
| Ввиду травмы Биспинга, UFC назначила бой за временный титул между Ромеро и Уиттакером.                                                                      |      |                                                                              |                                                     | |            |
| B1 |      | Роберт Уиттакер (поб. Йоэля Ромеро в бою за титул временного чемпиона)       | 8 июля 2017 года UFC 213 (Лас-Вегас, Невада)        | |            |
| В августе 2017 года UFC объявила, что следующую защиту пояса Биспинг проведёт не против Уиттакера, а против экс-чемпиона полусреднего веса Жоржа Сен-Пьера. |      |                                                                              |                                                     | |            |
| 9 |      | Жорж Сен-Пьер                                                                | 4 ноября 2017 года UFC 217 (Нью-Йорк, Нью-Йорк)     | | 33         |
| 7 декабря 2017 года Сен-Пьер заявил об отказе от пояса ввиду проблем со здоровьем.                                                                          |      |                                                                              |                                                     | |            |
| 10 |      | Роберт Уиттакер                                                              | 7 декабря 2017 года                                 | |            |
| Ввиду травмы Уиттакера, UFC назначила бой за временный титул между Гастелумом и Адесаньей.                                                                  |      |                                                                              |                                                     | |            |
| B2 |      | Исраэль Адесанья (поб. Келвина Гастелума в бою за титул временного чемпиона) | 13 апреля 2019 года UFC 236 (Атланта, Джорджия)     | |            |
| 11 |      | Исраэль Адесанья                                                             | 6 октября 2019 года UFC 243 (Мельбурн, Австралия)   | 1. поб. Йоэля Ромеро 7 марта 2020 года на UFC 248 (Парадайс, Невада) 2. поб. Паулу Косту 27 сентября 2020 года на UFC 253 (Абу-Даби) 3. поб. Марвина Веттори 12 июня 2021 года на UFC 263 (Глендейл, Аризона) 4. поб. Роберта Уиттакера 12 февраля 2022 года на UFC 271 (Хьюстон, Техас) 5. поб. Джареда Каннонье 2 июля 2022 года на UFC 276 (Лас-Вегас, Невада) | 1134       |
| 12 |      | Алекс Перейра                                                                | 12 ноября 2022 года UFC 281 (Нью-Йорк, США)         | | 147        |
| 13 |      | Исраэль Адесанья (2)                                                         | 8 апреля 2023 UFC 243 (Майами, Флорида)             | | 155 / 1289 |
| 14 |      | Шон Стрикленд                                                                | 10 сентября 2023 UFC 293 (Сидней, Австралия)        | | 132        |
| 15 |      | Дрикус Дю Плесси                                                             | 20 января 2024 UFC 297 (Торонто, Канада)            | 1. поб. Исраэля Адесанью 17 августа 2024 года на UFC 305 (Перт, Австралия) 2. поб. Шона Стрикленда 9 Февраля 2025 года на UFC 312 (Сидней, Австралия) | 575+       |

.                                            17 августа 2025 
16.     Хамзат Чимаев     UFC 319
(Чикаго США)  

### Чемпионы в полусреднем весе
156 — 170 фунтов (70 — 77 кг)
До UFC 31 (4 мая 2001 года) средний вес назывался лёгким.
| № | Фото | Имя                                                                          | Дата и событие                                          | Защиты | Дней       |
| --- | ---- | ---------------------------------------------------------------------------- | ------------------------------------------------------- | --- | ---------- |
| 1 |      | Пэт Милетич (поб. Майки Бёрнетта)                                            | 16 октября 1998 года UFC Brazil (Сан-Паулу)             | 1. поб. Жоржи Патину 8 января 1999 года на UFC 18 (Новый Орлеан, Луизиана) 2. поб. Андре Педернейраса 16 июля 1999 года на UFC 21 (Сидар-Рапидс, Айова) 3. поб. Джона Алессио 9 июня 2000 года на UFC 26 (Сидар-Рапидс, Айова) 4. поб. Кэнъити Ямамото 16 декабря 2000 года на UFC 29 (Токио) | 931        |
| 2 |      | Карлос Ньютон                                                                | 4 мая 2001 года UFC 31 (Атлантик-Сити, Нью-Джерси)      | | 182        |
| 3 |      | Мэтт Хьюз                                                                    | 2 ноября 2001 года UFC 34 (Лас-Вегас, Невада)           | 1. поб. Хаято Сакурая 22 марта 2002 года на UFC 36 (Лас-Вегас, Невада) 2. поб. Карлоса Ньютона 13 июля 2002 года на UFC 38 (Лондон) 3. поб. Гила Кастилло 22 ноября 2002 года на UFC 40 (Лас-Вегас, Невада) 4. поб. Шона Шерка 25 апреля 2003 года на UFC 42 (Майами, Флорида) 5. поб. Фрэнка Тригга 21 ноября 2003 года на UFC 45 (Маунтвиль, Коннектикут) | 820        |
| 4 |      | Би Джей Пенн                                                                 | 31 января 2004 года UFC 46 (Лас-Вегас, Невада)          | | 107        |
| Пенн был лишён титула 17 мая 2004 года после подписания контракта с K-1.                                          |      |                                                                              |                                                         | |            |
| 5 |      | Мэтт Хьюз (2) (поб. Жоржа Сен-Пьера)                                         | 22 октября 2004 года UFC 50 (Атлантик-Сити, Нью-Джерси) | 1. поб. Фрэнка Тригга 16 апреля 2005 года на UFC 52 (Лас-Вегас, Невада) 2. поб. Би Джей Пенна 23 сентября 2006 года на UFC 63 (Анахайм, Калифорния) | 757/ 1577  |
| 6 |      | Жорж Сен-Пьер                                                                | 18 ноября 2006 года UFC 65 (Сакраменто, Калифорния)     | | 140        |
| 7 |      | Мэтт Серра                                                                   | 7 апреля 2007 года UFC 69 (Хьюстон, Техас)              | | 378        |
| В1 |      | Жорж Сен-Пьер (поб. Мэтта Хьюза в бою за титул временного чемпиона)          | 29 декабря 2007 года UFC 79 (Лас-Вегас, Невада)         | | —          |
| 8 |      | Жорж Сен-Пьер (2) (поб. Мэтта Серру в бою за титул бесспорного чемпиона)     | 19 апреля 2008 года UFC 83 (Монреаль, Квебек)           | 1. поб. Джона Фитча 9 августа 2008 года на UFC 87 (Миннеаполис, Миннесота) 2. поб. Би Джей Пенна 31 января 2009 года на UFC 94 (Лас-Вегас, Невада) 3. поб. Тиагу Алвиса 11 июля 2009 года на UFC 100 (Лас-Вегас, Невада) 4. поб. Дэна Харди 27 марта 2010 года на UFC 111 (Ньюарк, Нью-Джерси) 5. поб. Джоша Косчека 11 декабря 2010 года на UFC 124 (Монреаль, Квебек) 6. поб. Джейка Шилдса 30 апреля 2011 года на UFC 129 (Торонто, Онтарио) 7. поб. Карлоса Кондита в бою за титул бесспорного чемпиона 17 ноября 2012 года на UFC 154 (Монреаль, Квебек) 8. поб. Ника Диаса 16 марта 2013 года на UFC 158 (Монреаль, Квебек) 9. поб. Джонни Хендрикса 16 ноября 2013 года на UFC 167 (Лас-Вегас, Невада) | 2064/ 2204 |
| Из-за травмы и затянувшегося лечения Сен-Пьера менеджментом UFC был организован бой за титул временного чемпиона. |      |                                                                              |                                                         | |            |
| В2 |      | Карлос Кондит (поб. Ника Диаса в бою за титул временного чемпиона)           | 4 февраля 2012 года UFC 143 (Лас-Вегас, Невада)         | | —          |
| 13 декабря 2013 Сен-Пьер объявил о желании взять перерыв в выступлениях и освободил титул.                        |      |                                                                              |                                                         | |            |
| 9 |      | Джонни Хендрикс (поб. Робби Лоулера)                                         | 15 марта 2014 года UFC 171 (Даллас, Техас)              | | 266        |
| 10 |      | Робби Лоулер                                                                 | 6 декабря 2014 года UFC 181 (Лас-Вегас, Невада)         | 1. поб. Рори Макдональда 11 июля 2015 года на UFC 189 (Лас-Вегас, Невада) 2. поб. Карлоса Кондита 2 января 2016 года на UFC 195 (Лас-Вегас, Невада) | 602        |
| 11 |      | Тайрон Вудли                                                                 | 30 июля 2016 года UFC 201 (Атланта, Джорджия)           | 1. нич. со Стивеном Томпсоном 12 ноября 2016 года на UFC 205 (Нью-Йорк, Нью-Йорк) 2. поб. Стивена Томпсона 4 марта 2017 года на UFC 209 (Лас-Вегас, Невада) 3. поб. Демиана Майю 29 июля 2017 года на UFC 214 (Анахайм, Калифорния) 4. поб. Даррена Тилла 8 сентября 2018 года на UFC 228 (Даллас, Техас) | 945        |
| В3 |      | Колби Ковингтон (поб. Рафаэла дус Анжуса в бою за титул временного чемпиона) | 9 июня 2018 года UFC 225 (Чикаго, Иллинойс)             | | —          |
| Ковингтон был лишён титула временного чемпиона ввиду отказа от проведения боя с Вудли в сентябре 2018 года.       |      |                                                                              |                                                         | |            |
| 12 |      | Камару Усман                                                                 | 2 марта 2019 года UFC 235 (Парадайс, Невада)            | 1. поб. Колби Ковингтона 14 декабря 2019 года на UFC 245 (Парадайс, Невада) 2. поб. Хорхе Масвидаля 11 июля 2020 года на UFC 251 (о. Яс, Абу-Даби, ОАЭ) 3. поб. Гильберт Бёрнс 14 февраля 2021 года на UFC 258 (Лас-Вегас, Невада) 4. поб. Хорхе Масвидаля 24 апреля 2021 года на UFC 261 (Джэксонвилл, Флорида) 5. поб. Колби Ковингтона 6 ноября 2021 года на UFC 268 (Нью-Йорк, Нью-Йорк) | 2360       |
| 13 |      | Леон Эдвардс                                                                 | 20 августа 2022 года UFC 278 (Солт-Лейк-Сити, Юта)      | 1. поб. Камару Усмана 18 марта 2023 года на UFC 286 (Лондон, Англия) 2. поб. Колби Ковингтона 16 декабря 2023 года на UFC 296 (Парадайс, Невада) | 707        |
| 14 |      | Белал Мухаммад                                                               | 27 июля 2024 года UFC 304 (Манчестер, Англия)           | | 386+       |

### Чемпионы в лёгком весе
146 — 155 фунтов (66 — 70 кг)
| № | Фото | Имя                                                                     | Дата и событие                                          | Защиты | Дней  |
| --- | ---- | ----------------------------------------------------------------------- | ------------------------------------------------------- | --- | ----- |
| 1 |      | Дженс Пулвер (поб. Каола Уно)                                           | 23 февраля 2001 года UFC 30 (Атлантик-Сити, Нью-Джерси) | 1. поб. Денниса Холлмана 28 сентября 2001 года на UFC 33 (Лас-Вегас, Невада) 2. поб. Би Джей Пенна 11 января 2002 года на UFC 35 (Маунтвиль, Коннектикут) | 393   |
| Пулвер был лишён титула в марте 2002 года и покинул UFC из-за разногласий, связанных с контрактом. |      |                                                                         |                                                         | |       |
| Би Джей Пенн и Каол Уно завершили поединок вничью 28 февраля 2003 года на UFC 41 (Атлантик-Сити, Нью-Джерси). |      |                                                                         |                                                         | |       |
| 2 |      | Шон Шерк (поб. Кенни Флориана)                                          | 14 октября 2006 года UFC 64 (Лас-Вегас, Невада)         | 1. поб. Эрмиса Франсу 7 июля 2007 года на UFC 73 (Сакраменто, Калифорния) | 420   |
| Шерк был лишён титула 8 декабря 2007 после положительных результатов послематчевого теста на анаболические стероиды. |      |                                                                         |                                                         | |       |
| 3 |      | Би Джей Пенн (поб. Джо Стивенсона)                                      | 19 января 2008 года UFC 80 (Ньюкасл-апон-Тайн)          | 1. поб. Шона Шерка 24 мая 2008 года на UFC 84 (Лас-Вегас, Невада) 2. поб. Кенни Флориана 8 августа 2009 года на UFC 101 (Филадельфия, Пенсильвания) 3. поб. Диего Санчеса 12 декабря 2009 года на UFC 107 (Мемфис, Теннесси)                                                                                            | 812   |
| 4 |      | Фрэнки Эдгар                                                            | 10 апреля 2010 года UFC 112 (Абу-Даби)                  | 1. поб. Би Джей Пенна 28 августа 2010 года на UFC 118 (Бостон, Массачусетс) 2. нич. с Грэем Мэйнардом 1 января 2011 года на UFC 125 (Лас-Вегас, Невада) 3. поб. Грэя Мэйнарда 8 октября 2011 года на UFC 136 (Хьюстон, Техас)                                                                                           | 687   |
| 5 |      | Бенсон Хендерсон                                                        | 26 февраля 2012 года UFC 144 (Сайтама)                  | 1. поб. Фрэнки Эдгара 11 августа 2012 года на UFC 150 (Денвер, Колорадо) 2. поб. Нейта Диаса 8 декабря 2012 года на UFC on Fox 5 (Сиэтл, Вашингтон) 3. поб. Гилберта Мелендеса 20 апреля 2013 года на UFC on Fox 7 (Сан-Хосе, Калифорния)                                                                               | 561   |
| 6 |      | Энтони Петтис                                                           | 31 августа 2013 года UFC 164 (Милуоки, Висконсин)       | 1. поб. Гилберта Мелендеса 6 декабря 2014 года на UFC 181 (Лас-Вегас, Невада) | 560   |
| 7 |      | Рафаэл дус Анжус                                                        | 14 марта 2015 года UFC 185 (Даллас, Техас)              | 1. поб. Дональда Серроне 19 декабря 2015 года на UFC on Fox: dos Anjos vs. Cerrone 2 (Орландо, Флорида) | 481   |
| 8 |      | Эдди Альварес                                                           | 7 июля 2016 года UFC Fight Night 90 (Лас-Вегас, Невада) | | 128   |
| 9 |      | Конор Макгрегор(поб. Эдди Альвареса)                                    | 12 ноября 2016 года UFC 205 (Нью-Йорк, Нью-Йорк)        | | 511   |
| В связи с паузой в выступлениях Макгрегора по ММА, временный чемпионский пояс был разыгран между Тони Фергюсоном и Кевином Ли. |      |                                                                         |                                                         | |       |
| B1 |      | Тони Фергюсон (поб. Кевина Ли в бою за титул временного чемпиона)       | 7 октября 2017 года UFC 216 (Лас Вегас, Невада)         | |       |
| В связи с продолжающейся паузой в выступлениях Макгрегора по ММА, на UFC планировался поединок между Фергюсоном и Нурмагомедовым на титул бесспорного чемпиона. Фергюсон травмировался незадолго до боя, и после серии замен соперников Нурмагомедов получил оппонентом Яквинту, а сам Фергюсон был лишён титула временного чемпиона. |      |                                                                         |                                                         | |       |
| 10 |      | Хабиб Нурмагомедов (поб. Эла Яквинту)                                   | 7 апреля 2018 года UFC 223 (Бруклин, Нью-Йорк)          | 1. поб. Конора Макгрегора 6 октября 2018 года на UFC 229 (Лас-Вегас, Невада) 2. поб. Дастина Порье 7 сентября 2019 года на UFC 242 (Абу-Даби, ОАЭ) 3. поб. Джастина Гейджи 24 октября 2020 года на UFC 254 (Абу-Даби, ОАЭ)                                                                                              | 1077  |
| В связи с временным отстранением Нурмагомедова от боёв, назначенным Атлетической комиссией Невады, временный титул был разыгран между Пуарье и Холлоуэем. |      |                                                                         |                                                         | |       |
| B2 |      | Дастин Порье (поб. Макса Холлоуэя в бою за титул временного чемпиона)   | 13 апреля 2019 года UFC 236 (Атланта, Джорджия)         | |       |
| Изначально планировался бой Нурмагомедова против Фергюсона, однако он был отменён в связи с пандемией COVID-19. В итоге, вместо защиты титула Нурмагомедовым, который на момент закрытия границ не находился в США и поэтому не мог участвовать в турнире, UFC разыграло временный титул между Фергюсоном и Гейджи.                   |      |                                                                         |                                                         | |       |
| B3 |      | Джастин Гейджи (поб. Тони Фергюсона в бою за титул временного чемпиона) | 9 мая 2020 года UFC 249 (Джэксонвилл, Флорида)          | |       |
| 24 октября 2020 года Хабиб Нурмагомедов публично объявил о завершении карьеры. Титул чемпиона в лёгком весе официально стал вакантным 19 марта 2021 года. |      |                                                                         |                                                         | |       |
| 11 |      | Чарльз Оливейра (поб. Майкла Чендлера)                                  | 15 мая 2021 года UFC 262 (Хьюстон, Техас)               | 1. поб. Дастин Порье 11 декабря 2021 года на UFC 269 (Лас-Вегас, Невада) | 357   |
| Ввиду провала взвешивания перед защитой титула от Гейджи на UFC 274 Оливейра был лишён титула 7 мая 2022. |      |                                                                         |                                                         | |       |
| 12 |      | Ислам Махачев (поб. Чарльза Оливейру)                                   | 22 октября 2022 года UFC 280 (Абу-Даби, ОАЭ)            | 1. поб. Александра Волкановски 11 февраля 2023 года на UFC 284 (Перт, Австралия) 2. поб. Александра Волкановски 21 октября 2023 года на UFC 294 (Абу-Даби, ОАЭ) 3. поб. Дастина Порье 1 июня 2024 года на UFC 302 (Ньюарк, Нью-Джерси) 4. поб. Ренато Мойкано 18 января 2025 года на UFC 311 (Лос-Анджелес, Калифорния) | 1030+ |

### Чемпионы в полулёгком весе
136 — 145 фунтов (61 — 66 кг)
До 20 ноября 2010 года Жозе Алду владел титулом чемпиона WEC в полулёгком весе. После слияния UFC и WEC Алду был объявлен чемпионом UFC на церемонии, прошедшей в Оберн-Хиллс, штат Мичиган.
| № | Фото | Имя                                                                    | Дата и событие                                      | Защиты | Дней     |
| --- | ---- | ---------------------------------------------------------------------- | --------------------------------------------------- | --- | -------- |
| 1 |      | Жозе Алду (бывший чемпион WEC)                                         | 20 ноября 2010 года                                 | 1. поб. Марка Хоминика 30 апреля 2011 года на UFC 129 (Торонто, Онтарио) 2. поб. Кенни Флориана 8 октября 2011 года на UFC 136 (Хьюстон, Техас) 3. поб. Чеда Мендеса 14 января 2012 года на UFC 142 (Рио-де-Жанейро) 4. поб. Фрэнка Эдгара 2 февраля 2013 года на UFC 156 (Лас-Вегас, Невада) 5. поб. Чон Чхан Сона 3 августа 2013 года на UFC 163 (Рио-де-Жанейро) 6. поб. Рикардо Ламаса 1 февраля 2014 года на UFC 169 (Ньюарк, Нью-Джерси) 7. поб. Чеда Мендеса 25 октября 2014 года на UFC 179 (Рио-де-Жанейро) | 1848     |
| B1 |      | Конор Макгрегор (поб. Чеда Мендеса, получил титул временного чемпиона) | 11 июля 2015 года UFC 189 (Лас-Вегас, Невада)       | |          |
| 2 |      | Конор Макгрегор (поб. Жозе Алду в бою за титул бесспорного чемпиона)   | 12 декабря 2015 года UFC 194 (Лас-Вегас, Невада)    | | 350      |
| B2 |      | Жозе Алду (поб. Фрэнка Эдгара в бою за титул временного чемпиона)      | 9 июля 2016 года UFC 200 (Лас-Вегас, Невада)        | |          |
| Макгрегор был лишён титула 26 ноября 2016 года после завоевания титула чемпиона в лёгком весе. Таким образом, Алду стал бесспорным чемпионом, а титул нового временного чемпиона разыграли Макс Холлоуэй и Энтони Петтис на UFC 206. |      |                                                                        |                                                     | |          |
| 3 |      | Жозе Алду (2)                                                          | 28 ноября 2016 года                                 | | 189/2037 |
| B3 |      | Макс Холлоуэй (поб. Энтони Петтиса в бою за титул временного чемпиона) | 10 декабря 2016 года UFC 206 (Торонто, Онтарио)     | |          |
| 4 |      | Макс Холлоуэй (поб. Жозе Алду в бою за титул бесспорного чемпиона)     | 3 июня 2017 года UFC 212 (Рио-де-Жанейро, Бразилия) | 1. поб. Жозе Алду 2 декабря 2017 года на UFC 218 (Детройт, Мичиган) 2. поб. Брайана Ортегу 8 декабря 2018 года на UFC 231 (Торонто, Канада) 3. поб. Фрэнки Эдгара 27 июля 2019 года на UFC 240 (Эдмонтон, Канада) | 925      |
| 5 |      | Александр Волкановски                                                  | 14 декабря 2019 года UFC 245 (Парадайс, Невада)     | 1. поб. Макса Холлоуэя 11 июля 2020 года на UFC 251 (о. Яс, Абу-Даби, ОАЭ) 2. поб. Брайана Ортегу 25 сентября 2021 года на UFC 266 (Лас-Вегас, Невада) 3. поб. Чон Чхан Сона 9 апреля 2022 года на UFC 273 (Джэксонвилл, Флорида) 4. поб. Макса Холлоуэя 2 июля 2022 года на UFC 276 (Лас-Вегас, Невада) 5. поб. Яира Родригеса в бою за титул бесспорного чемпиона 8 июля 2023 года на UFC 290 (Парадайс, Невада)                                                                                                   | 1526     |
| B4 |      | Яир Родригес (поб. Джоша Эмметта в бою за титул временного чемпиона)   | 11 февраля 2023 года UFC 284 (Перт, Австралия)      | |          |
| 6 |      | Илия Топурия                                                           | 17 февраля 2024 года UFC 298 (Анахайм, Калифорния)  | 1. поб. Макса Холлоуэя 26 октября 2024 года на UFC 308 (о. Яс, Абу-Даби, ОАЭ) | 420      |
| Топурия освободил титул 20 февраля 2025 года в связи с переходом в лёгкий вес. |      |                                                                        |                                                     | |          |
| 7 |      | Александр Волкановски (поб. Диего Лопеса в бою за вакантный титул)     | 12 апреля 2025 года UFC 314 (Майами, Флорида)       | | 127+     |

### Чемпионы в легчайшем весе
126 — 135 фунтов (57 — 61 кг)
16 декабря 2010 года обладатель пояса чемпиона WEC в легчайшем весе Доминик Крус одержал победу над Скоттом Йоргенсеном и был признан чемпионом UFC.
| № | Фото | Имя                                                                 | Дата и событие                                               | Защиты | Дней      |
| --- | ---- | ------------------------------------------------------------------- | ------------------------------------------------------------ | --- | --------- |
| 1 |      | Доминик Крус (бывший чемпион WEC)                                   | 16 декабря 2010 года                                         | 1. поб. Юрайю Фейбера 2 июля 2011 года на UFC 132 (Лас-Вегас, Невада) 2. поб. Деметриуса Джонсона 1 октября 2011 года на UFC Live: Cruz vs. Johnson (Вашингтон)                                                      | 1117      |
| В1 |      | Ренан Баран (поб. Юрайю Фейбера в бою за титул временного чемпиона) | 21 июля 2012 года UFC 149 (Калгари)                          | 1. поб. Майкла Макдональда 16 февраля 2013 года на UFC on Fuel TV 7 (Лондон) 2. поб. Эдди Уайнленда 21 сентября 2013 года на UFC 165 (Торонто, Онтарио)                                                              |           |
| 6 января 2014 года ввиду невозможности Круса из-за травмы провести бой, Баран был объявлен чемпионом. |      |                                                                     |                                                              | |           |
| 2 |      | Ренан Баран                                                         | 6 января 2014 года                                           | 1. поб. Юрайю Фейбера 1 февраля 2014 года на UFC 169 (Ньюарк, Нью-Джерси) | 138       |
| 3 |      | Ти Джей Диллашоу                                                    | 24 мая 2014 года UFC 173 (Лас-Вегас, Невада)                 | 1. поб. Джо Сото 30 августа 2014 года на UFC 177 (Сакраменто, Калифорния) 2. поб. Ренана Барана 25 июля 2015 года на UFC on Fox 16 (Чикаго, Иллинойс)                                                                | 603       |
| 4 |      | Доминик Крус (2)                                                    | 17 января 2016 года UFC Fight Night 81 (Бостон, Массачусетс) | 1. поб. Юрайю Фейбера 4 июня 2016 года на UFC 199 (Инглвуд, Калифорния) | 348/ 1465 |
| 5 |      | Коди Гарбрандт                                                      | 30 декабря 2016 года UFC 207 (Лас-Вегас, Невада)             | | 309       |
| 6 |      | Ти Джей Диллашоу (2)                                                | 4 ноября 2017 года UFC 217 (Нью-Йорк, Нью-Йорк)              | 1. поб. Коди Гарбрандта 4 августа 2018 года на UFC 227 (Лос-Анджелес, Калифорния) | 501/1104  |
| 20 марта 2019 года Диллашоу лишился титула ввиду проваленного допинг-теста.                           |      |                                                                     |                                                              | |           |
| 7 |      | Генри Сехудо (поб. Марлона Мораиса)                                 | 8 июня 2019 года UFC 238 (Чикаго, Иллинойс)                  | 1. поб. Доминика Круса 9 мая 2020 года на UFC 249 (Джэксонвилл, Флорида) | 337       |
| Титул стал вакантным в мае 2020 года, когда Сехудо объявил о завершении карьеры                       |      |                                                                     |                                                              | |           |
| 8 |      | Пётр Ян (поб. Жозе Алду)                                            | 11 июля 2020 года UFC 251 (о.Яс, Абу-Даби, ОАЭ)              | | 239       |
| 9 |      | Алджамейн Стерлинг                                                  | 7 марта 2021 года UFC 259 (Лас-Вегас, Невада, США)           | 1. поб. Петра Яна 9 апреля 2022 года на UFC 273 (Джэксонвилл, Флорида) 2. поб. Ти Джея Диллашоу 22 октября 2022 года на UFC 280 (Абу-Даби, ОАЭ) 3. поб. Генри Сехудо 6 мая 2023 года на UFC 288 (Ньюарк, Нью-Джерси) | 896       |
| В2 |      | Пётр Ян (поб. Кори Сэндхэгена в бою за титул временного чемпиона)   | 30 октября 2021 года UFC 267 (Абу-Даби, ОАЭ)                 | |           |
| 10 |      | Шон О’Мэлли                                                         | 19 августа 2023 года UFC 292 (Бостон, Массачусетс, США)      | 1. поб. Марлона Веру 9 марта 2024 года на UFC 299 (Майами, Флорида) | 729       |
| 11 |      | Мераб Двалишвили                                                    | 14 сентября 2024 года UFC 306 (Лас-Вегас, Невада, США)       | | 337+      |

### Чемпионы в наилегчайшем весе
116 — 125 фунтов (53 — 57 кг)
Весовая категория до 125 фунтов была введена в UFC в 2012 году. Титул первого чемпиона разыгрывался среди четырёх участников, образовавших пары: Джонсон—Маккол и Бенавидес—Уруситани. Победители — Джонсон и Бенавидес — встретились 22 сентября 2012 года на UFC 152.
| № | Фото | Имя                                                                               | Дата и событие                                         | Защиты | Дней    |
| --- | ---- | --------------------------------------------------------------------------------- | ------------------------------------------------------ | --- | ------- |
| 1 |      | Деметриус Джонсон (поб. Джозефа Бенавидеса)                                       | 22 сентября 2012 года UFC 152 (Торонто, Онтарио)       | 1. поб. Джона Додсона 26 января 2013 года на UFC on Fox 6 (Чикаго, Иллинойс) 2. поб. Джона Морагу 27 июля 2013 года на UFC on Fox 8 (Сиэтл, Вашингтон) 3. поб. Джозефа Бенавидеса 14 декабря 2013 года на UFC on Fox 9 (Сакраменто, Калифорния) 4. поб. Али Багаутинова 14 июня 2014 года на UFC 174 (Ванкувер, Канада) 5. поб. Криса Кариасо 27 сентября 2014 года на UFC 178 (Лас-Вегас, Невада) 6. поб. Кёдзи Хоригути 25 апреля 2015 года на UFC 186 (Монреаль, Квебек) 7. поб. Джона Додсона 5 сентября 2015 года на UFC 191 (Лас-Вегас, Невада) 8. поб. Генри Сехудо 23 апреля 2016 года на UFC 197 (Лас-Вегас, Невада) 9. поб. Тима Эллиотта 3 декабря 2016 года на The Ultimate Fighter: Tournament of Champions Finale (Лас-Вегас, Невада) 10. поб. Вилсона Рейса 15 апреля 2017 года на UFC on Fox 24 (Канзас-Сити, Миссури) 11. поб. Рея Борга 7 октября 2017 года на UFC 216 (Лас Вегас, Невада) | 2142    |
| Джонсон является рекордсменом UFC по общему числу защит пояса (11). |      |                                                                                   |                                                        | |         |
| 2 |      | Генри Сехудо                                                                      | 4 августа 2018 года UFC 227 (Лос-Анджелес, Калифорния) | 1. поб. Ти Джея Диллашоу 19 января 2019 года на UFC Fight Night 143 (Нью-Йорк, Нью-Йорк) | 574     |
| 20 декабря 2019 года Сехудо был лишён чемпионского титула, так как не защищал его почти год. Новый титул должен был быть разыгран между Джозефом Бенавидесом и Дейвисоном Фигейреду на UFC Fight Night 169. Фигейреду одержал победу, но, ввиду превышения лимита весовой категории, не получил пояс. В июле состоялася их вторая встреча, и в этот раз Фигейреду в вес уложился. |      |                                                                                   |                                                        | |         |
| 3 |      | Дейвисон Фигейреду                                                                | 18 июля 2020 года UFC Fight Night 172 (Абу-Даби, ОАЭ)  | 1. поб. Алекса Переса 21 ноября 2020 года на UFC 255 (Лас-Вегас, Невада) 2. ничья с Брэндоном Морено 12 декабря 2020 года на UFC 256 (Лас-Вегас, Невада) | 328     |
| 4 |      | Брэндон Морено                                                                    | 12 июня 2021 года UFC 263 (Глендейл, Аризона)          | | 223     |
| 5 |      | Дейвисон Фигейреду (2)                                                            | 22 января 2022 года UFC 270 (Анахайм, Калифорния)      | | 364/692 |
| В1 |      | Брэндон Морено (поб. Кая Кара-Франса в бою за временный титул)                    | 30 июля 2022 года UFC 277 (Даллас, Техас)              | |         |
| 6 |      | Брэндон Морено (2) (поб. Дейвисона Фигейреду в бою за титул бесспорного чемпиона) | 21 января 2023 года UFC 283 (Рио-де-Жанейро)           | | 168/391 |
| 7 |      | Алешандри Пантожа                                                                 | 8 июля 2023 года UFC 290 (Парадайс, Невада)            | 1. поб. Брэндона Ройвала 16 декабря 2023 года на UFC 296 (Парадайс, Невада) 2. поб. Стива Эрцега 4 мая 2024 года на UFC 301 (Рио-де-Жанейро, Бразилия) 3. поб. Кая Асакуру 7 декабря 2024 года на UFC 310 (Парадайс, Невада) 4. поб. Кая Кара-Франса 28 июня 2025 года на UFC 317 (Парадайс, Невада) | 771+    |

### Чемпионки в женском полулёгком весе
136 — 145 фунтов (62 — 66 кг)
Женская весовая категория до 145 фунтов была введена в UFC в 2017 году. Первый титул был разыгран между Холли Холм и Жермейн де Рандами на UFC 208.
| № | Фото | Имя                                   | Дата и событие                                     | Защиты | Дней |
| --- | ---- | ------------------------------------- | -------------------------------------------------- | --- | ---- |
| 1 |      | Жермейн де Рандами (поб. Холли Холм)  | 11 февраля 2017 года UFC 208 (Бруклин, Нью-Йорк)   | | 128  |
| Де Рандами была лишена титула 19 июня 2017 года после отказа в защите титула против Кристианы Жустину. В итоге чемпионский пояс разыграли между Жустину и Тоней Эвингер на UFC 214. |      |                                       |                                                    | |      |
| 2 |      | Кристиана Жустину (поб. Тоню Эвингер) | 29 июля 2017 года UFC 214 (Анахайм, Калифорния)    | 1. поб. Холли Холм 30 декабря 2017 года на UFC 219 (Лас-Вегас, Невада) 2. поб. Яну Куницкую 3 марта 2018 года на UFC 222 (Парадайс, Невада)     | 253+ |
| 3 |      | Аманда Нунис                          | 30 декабря 2018 года UFC 232 (Инглвуд, Калифорния) | 1. поб. Фелисию Спенсер 6 июня 2020 года на UFC 250 (Лас-Вегас, Невада) 2. поб. Меган Андерсен 6 марта 2021 года на UFC 259 (Лас-Вегас, Невада) | 1645 |
| После окончания боя на UFC 289 Нунис объявила о завершении карьеры. |      |                                       |                                                    | |      |

### Чемпионки в женском легчайшем весе
126 — 135 фунтов (57 — 61 кг)
Женская весовая категория до 135 фунтов была введена в UFC в 2012 году. Первой обладательницей титула была объявлена Ронда Раузи, которая на тот момент владела аналогичным поясом чемпионки Strikeforce.
| №                                                                   | Фото | Имя                                        | Дата и событие                                       | Защиты | Дней     |
| ------------------------------------------------------------------- | ---- | ------------------------------------------ | ---------------------------------------------------- | --- | -------- |
| 1                                                                   |      | Ронда Раузи (бывшая чемпионка Strikeforce) | 6 декабря 2012 года                                  | 1. поб. Лиз Кармуш 23 февраля 2013 года на UFC 157 (Анахайм, Калифорния) 2. поб. Мишу Тейт 28 декабря 2013 года на UFC 168 (Лас-Вегас, Невада) 3. поб. Сару Макманн 22 февраля 2014 года на UFC 170 (Лас-Вегас, Невада) 4. поб. Алексис Дэвис 5 июля 2014 года на UFC 175 (Лас-Вегас, Невада) 5. поб. Кэт Зингано 28 февраля 2015 года на UFC 184 (Лос-Анджелес, Калифорния) 6. поб. Бет Коррея 1 августа 2015 года на UFC 190 (Рио-де-Жанейро, Бразилия) | 1074     |
| 2                                                                   |      | Холли Холм                                 | 15 ноября 2015 года UFC 193 (Мельбурн, Австралия)    | | 111      |
| 3                                                                   |      | Миша Тейт                                  | 5 марта 2016 года UFC 196 (Лас-Вегас, США)           | | 100      |
| 4                                                                   |      | Аманда Нунис                               | 9 июля 2016 года UFC 200 (Лас-Вегас, США)            | 1. поб. Ронду Раузи 30 декабря 2016 года на UFC 207 (Лас-Вегас, Невада) 2. поб. Валентину Шевченко 9 сентября 2017 года на UFC 215 (Эдмонтон, Альберта) 3. поб. Ракель Пеннингтон 12 мая 2018 года на UFC 224 (Рио-де-Жанейро, Бразилия) 4. поб. Холли Холм 6 июля 2019 года на UFC 239 (Парадайс, Невада) 5. поб. Жермейн де Рандами 14 декабря 2019 года на UFC 245 (Парадайс, Невада, США)                                                             | 1981     |
| 5                                                                   |      | Джулианна Пенья                            | 11 декабря 2021 года UFC 269 (Парадайс, Невада, США) | | 232      |
| 6                                                                   |      | Аманда Нунис (2)                           | 30 июля 2022 года UFC 277 (Даллас, Техас)            | 1. поб. Ирене Альдану 10 июня 2023 года на UFC 289 (Ванкувер, Канада) | 352/2333 |
| После окончания боя на UFC 289 Нунис объявила о завершении карьеры. |      |                                            |                                                      | |          |
| 7                                                                   |      | Ракель Пеннингтон                          | 20 января 2024 UFC 297 (Торонто, Канада)             | | 255      |
| 8                                                                   |      | Джулианна Пенья                            | 5 октября 2024 UFC 307 (Солт-Лейк-Сити, Юта)         | | 242      |
| 9                                                                   |      | Кайла Харрисон                             | 7 июня 2025 UFC 316 (Ньюарк, Нью-Джерси)             | | 22+      |

### Чемпионки в женском наилегчайшем весе
116 — 125 фунтов (53 — 56 кг)
Титул первой чемпионки в наилегчайшем весе был разыгран между финалистками TUF 26 Никко Монтаньо и Роксанн Модаффери.
| № | Фото | Имя                                        | Дата и событие                                                                            | Защиты | Дней |
| --- | ---- | ------------------------------------------ | ----------------------------------------------------------------------------------------- | --- | ---- |
| 1 |      | Никко Монтаньо (поб. Роксанну Модеффери)   | 1 декабря 2017 года The Ultimate Fighter: A New World Champion Finale (Лас-Вегас, Невада) | | 280  |
| 8 сентября 2018 года Монтаньо должна была провести первую защиту титула против Валентины Шевченко, однако незадолго до взвешивания она была госпитализирована и впоследствии лишена титула. |      |                                            |                                                                                           | |      |
| 2 |      | Валентина Шевченко (поб. Йоанну Енджейчик) | 8 декабря 2018 года UFC 231 (Торонто, Канада)                                             | 1. поб. Джессику Ай 8 июня 2019 года на UFC 238 (Чикаго, Иллинойс) 2. поб. Лиз Кармуш 10 августа 2019 года на UFC Fight Night 156 (Монтевидео, Уругвай) 3. поб. Кэтлин Чукагян 8 февраля 2020 года на UFC 247 (Хьюстон, Техас) 4. поб. Женнифер Майя 21 ноября 2020 года на UFC 255 (Лас-Вегас, Невада) 5. поб. Жессику Андради 24 апреля 2021 года на UFC 261 (Джэксонвилл, Флорида) 6. поб. Лорен Мёрфи 25 сентября 2021 года на UFC 266 (Лас-Вегас, Невада) 7. поб. Тайлу Сантус 12 июня 2022 года на UFC 275 (Сингапур) | 1547 |
| 3 |      | Алекса Грассо                              | 4 марта 2023 года UFC 285 (Лас-Вегас, Невада)                                             | 1. нич. с Валентиной Шевченко 16 сентября 2023 года на UFC Fight Night: Грассо vs. Шевченко 2 (Парадайс, Невада) | 897  |
| 4 |      | Валентина Шевченко (2)                     | 14 сентября 2024 года UFC 306 (Лас-Вегас, Невада)                                         | 1. поб. Манон Фьоро 11 мая 2025 года на UFC 315 (Монреаль, Канада) | 337+ |

### Чемпионки в женском минимальном весе
106 — 115 фунтов (48 — 52 кг)
Титул первой чемпионки в минимальном весе был разыгран между финалистками TUF 20 Карлой Эспарса и Роуз Намаюнас.
| № | Фото | Имя                                | Дата и событие                                                                                   | Защиты | Дней       |
| - | ---- | ---------------------------------- | ------------------------------------------------------------------------------------------------ | --- | ---------- |
| 1 |      | Карла Эспарса (поб. Роуз Намаюнас) | 12 декабря 2014 года The Ultimate Fighter: A Champion Will Be Crowned Finale (Лас-Вегас, Невада) | | 92         |
| 2 |      | Йоанна Енджейчик                   | 14 марта 2015 года UFC 185 (Даллас, Техас)                                                       | 1. поб. Джессику Пенне 20 июня 2015 года на UFC Fight Night 69 (Берлин) 2. поб. Валери Летурно 15 ноября 2015 года на UFC 193 (Мельбурн) 3. поб. Клаудию Гаделья 8 июля 2016 года на The Ultimate Fighter 23 Finale (Лас-Вегас, Невада) 4. поб. Каролину Ковалькевич 12 ноября 2016 года на UFC 205 (Нью-Йорк, Нью-Йорк) 5. поб. Джессику Андраде 13 мая 2017 года на UFC 211 (Даллас, Техас) | 966        |
| 3 |      | Роуз Намаюнас                      | 4 ноября 2017 года UFC 217 (Нью-Йорк, Нью-Йорк)                                                  | 1. поб. Йоанну Енджейчик 7 апреля 2018 года на UFC 223 (Бруклин, Нью-Йорк) | 554        |
| 4 |      | Джессика Андраде                   | 11 мая 2019 года UFC 237 (Рио-де-Жанейро, Бразилия)                                              | | 112        |
| 5 |      | Чжан Вэйли                         | 31 августа 2019 года UFC Fight Night 157 (Шэньчжэнь, Китай)                                      | 1. поб. Йоанну Енджейчик 7 марта 2020 года на UFC 248 (Парадайс, Невада) | 603        |
| 6 |      | Роуз Намаюнас (2)                  | 25 апреля 2021 года UFC 261 (Джексонвилль, Флорида)                                              | 1. поб. Чжан Вэйли 6 ноября 2021 года на UFC 268 (Нью-Йорк, Нью-Йорк) | 378/1311   |
| 7 |      | Карла Эспарса (2)                  | 7 мая 2022 года UFC 274 (Финикс, Аризона)                                                        | | 190/282    |
| 8 |      | Чжан Вэйли (2)                     | 12 ноября 2022 года UFC 281 (Нью-Йорк, США)                                                      | 1. поб. Аманду Лемус 19 августа 2023 года на UFC 292 (Бостон, Массачусетс) 2. поб. Янь Сяонань 13 апреля 2024 года на UFC 300 (Парадайс, Невада) | 523+/1126+ |

## Титул победителя супербоя
Схватки в абсолютной весовой категории между бойцами, отличившимися ранее.
| № | Фото | Имя                            | Дата и событие                             | Защиты | Дней |
| --- | ---- | ------------------------------ | ------------------------------------------ | --- | ---- |
| Супербой между Кеном Шемроком и Ройсом Грейси 7 апреля 1995 года на UFC 5 в Шарлотте, Северная Каролина, завершился вничью.                                                |      |                                |                                            | |      |
| 1 |      | Кен Шемрок (поб. Дэна Северна) | 14 июля 1995 года UFC 6 (Каспер, Вайоминг) | 1. ничья с Олегом Тактаровым 8 сентября 1995 года на UFC 7 (Буффало, Нью-Йорк) 2. поб. Кимо Леопольдо 16 февраля 1996 года на UFC 8 (Сан-Хуан) | 308  |
| 2 |      | Дэн Северн                     | 17 мая 1996 года UFC 9 (Детройт, Мичиган)  | | 266  |
| Титул победителя супербоя был объединён с титулом чемпиона UFC в тяжёлом весе Марка Коулмена 7 февраля 1997 года на UFC 12 (Дотан, Алабама) после его победы над Северном. |      |                                |                                            | |      |

## Турниры UFC
| Турнир                  | Весовая категория | Победитель                                                     | Финалист                                                       | Дата                  |
| ----------------------- | ----------------- | -------------------------------------------------------------- | -------------------------------------------------------------- | --------------------- |
| UFC 1                   | —                 | Ройс Грейси                                                    | Герард Гордо                                                   | 12 ноября 1993 года   |
| UFC 2                   | —                 | Ройс Грейси                                                    | Патрик Смит                                                    | 11 марта 1994 года    |
| UFC 3                   | —                 | Стив Дженум *                                                  | Харольд Ховард                                                 | 9 сентября 1994 года  |
| UFC 4                   | —                 | Ройс Грейси                                                    | Дэн Северн                                                     | 16 декабря 1994 года  |
| UFC 5                   | —                 | Дэн Северн                                                     | Дэйв Бенето                                                    | 16 февраля 1995 года  |
| UFC 6                   | —                 | Олег Тактаров                                                  | Дэвид Эббот                                                    | 14 июля 1995 года     |
| UFC 7                   | —                 | Марко Руас                                                     | Пол Валеран                                                    | 8 сентября 1995 года  |
| The Ultimate Ultimate   | —                 | Дэн Северн                                                     | Олег Тактаров                                                  | 16 декабря 1995 года  |
| UFC 8                   | —                 | Дон Фрай                                                       | Гари Гудридж                                                   | 16 февраля 1996 года  |
| UFC 10                  | —                 | Марк Коулмен                                                   | Дон Фрай                                                       | 12 июля 1996 года     |
| UFC 11                  | —                 | Марк Коулмен                                                   | Скотт Ферроззо                                                 | 20 сентября 1996 года |
| The Ultimate Ultimate 2 | —                 | Дон Фрай                                                       | Дэвид Эббот                                                    | 7 декабря 1996 года   |
| UFC 12                  | Тяжёлый вес       | Витор Белфорт                                                  | Скотт Ферроззо                                                 | 7 февраля 1997 года   |
| UFC 12                  | Полутяжёлый вес   | Джерри Боландер                                                | Ник Санзо                                                      | 7 февраля 1997 года   |
| UFC 13                  | Тяжёлый вес       | Рэнди Кутюр                                                    | Стивен Грэхем                                                  | 30 мая 1997 года      |
| UFC 13                  | Полутяжёлый вес   | Гай Мезгер                                                     | Тито Ортис                                                     | 30 мая 1997 года      |
| UFC 14                  | Тяжёлый вес       | Марк Керр                                                      | Дэн Бобиш                                                      | 27 июля 1997 года     |
| UFC 14                  | Средний вес       | Кевин Джексон                                                  | Тони Фриклунд                                                  | 27 июля 1997 года     |
| UFC 15                  | Тяжёлый вес       | Марк Керр                                                      | Дуэйн Касон                                                    | 17 октября 1997 года  |
| Ultimate Japan          | Тяжёлый вес       | Кадзуси Сакураба                                               | Маркус Силвейра                                                | 21 декабря 1997 года  |
| UFC 16                  | Полутяжёлый вес   | Пэт Милетич                                                    | Крис Брэннан                                                   | 13 марта 1998 года    |
| UFC 17                  | Средний вес       | Дэн Хендерсон                                                  | Карлос Ньютон                                                  | 15 мая 1998 года      |
| Ultimate Japan 2        | Средний вес       | Кэнъити Ямамото                                                | Кацухиса Фудзии                                                | 14 ноября 1999 года   |
| UFC 41                  | Лёгкий вес        | В поединке Би Джей Пенна и Каола Уно была зафиксирована ничья. | В поединке Би Джей Пенна и Каола Уно была зафиксирована ничья. | 28 февраля 2003 года  |

* - официальный финалист Кен Шемрок не смог выйти на финальный поединок из-за травмы, в связи с этим его заменил Стив Дженум.

## The Ultimate Fighter
| Сезон                                              | Весовая категория        | Победитель            | Финалист               | Дата                 |
| -------------------------------------------------- | ------------------------ | --------------------- | ---------------------- | -------------------- |
| The Ultimate Fighter 1                             | Полутяжёлый вес          | Форрест Гриффин       | Стефан Боннар          | 9 апреля 2005 года   |
| The Ultimate Fighter 1                             | Средний вес              | Диего Санчес          | Кенни Флориан          | 9 апреля 2005 года   |
| The Ultimate Fighter 2                             | Тяжёлый вес              | Рашад Эванс           | Брэд Аймс              | 5 ноября 2005 года   |
| The Ultimate Fighter 2                             | Полусредний вес          | Джо Стивенсон         | Люк Куммо              | 5 ноября 2005 года   |
| The Ultimate Fighter 3                             | Средний вес              | Кендалл Гроув         | Эд Херман              | 24 июня 2006 года    |
| The Ultimate Fighter 3                             | Полутяжёлый вес          | Майкл Биспинг         | Джош Хейнс             | 24 июня 2006 года    |
| The Ultimate Fighter 4                             | Средний вес              | Трэвис Латтер         | Патрик Коте            | 11 ноября 2006 года  |
| The Ultimate Fighter 4                             | Полусредний вес          | Мэтт Серра            | Крис Лайтл             | 11 ноября 2006 года  |
| The Ultimate Fighter 5                             | Лёгкий вес               | Нейт Диас             | Манвел Гамбурян        | 23 июня 2007 года    |
| The Ultimate Fighter 6                             | Полусредний вес          | Мак Данциг            | Том Спир               | 8 декабря 2007 года  |
| The Ultimate Fighter 7                             | Средний вес              | Амир Садоллах         | Си Би Доллауэй         | 21 июня 2008 года    |
| The Ultimate Fighter 8                             | Полутяжёлый вес          | Райан Бейдер          | Винни Магальяйнс       | 13 декабря 2008 года |
| The Ultimate Fighter 8                             | Лёгкий вес               | Эфраин Эскудеро       | Филлип Новер           | 13 декабря 2008 года |
| The Ultimate Fighter 9                             | Лёгкий вес               | Росс Пирсон           | Андре Уиннер           | 20 июня 2009 года    |
| The Ultimate Fighter 9                             | Полусредний вес          | Джеймс Уилкс          | Дамаркес Джонсон       | 20 июня 2009 года    |
| The Ultimate Fighter 10                            | Тяжёлый вес              | Рой Нельсон           | Брендан Шауб           | 5 декабря 2009 года  |
| The Ultimate Fighter 11                            | Средний вес              | Курт Макги            | Крис Маккрей           | 19 июня 2010 года    |
| The Ultimate Fighter 12                            | Полутяжёлый вес          | Джонатан Брукинс      | Майкл Джонсон          | 4 декабря 2010 года  |
| The Ultimate Fighter 13                            | Полусредний вес          | Тони Фергюсон         | Рамзи Ниджем           | 4 июня 2011 года     |
| The Ultimate Fighter 14                            | Легчайший вес            | Джон Додсон           | Ти Джей Диллашоу       | 3 декабря 2011 года  |
| The Ultimate Fighter 14                            | Полулёгкий вес           | Диегу Брандан         | Деннис Бермудес        | 3 декабря 2011 года  |
| The Ultimate Fighter 15: Live                      | Лёгкий вес               | Майкл Кьеза           | Эл Яквинта             | 1 июня 2012 года     |
| The Ultimate Fighter: Brazil                       | Полулёгкий вес           | Рони Мариану Безерра  | Годофреду Кастру       | 23 июня 2012 года    |
| The Ultimate Fighter: Brazil                       | Средний вес              | Сезар Феррейра        | Сержиу Мораис          | 23 июня 2012 года    |
| The Ultimate Fighter 16                            | Полусредний вес          | Колтон Смит           | Майк Риччи             | 15 декабря 2012 года |
| The Ultimate Fighter: The Smashes                  | Лёгкий вес               | Норман Парк           | Колин Флетчер          | 15 декабря 2012 года |
| The Ultimate Fighter: The Smashes                  | Полусредний вес          | Роберт Уиттакер       | Брэд Скотт             | 15 декабря 2012 года |
| The Ultimate Fighter 17                            | Полусредний вес          | Келвин Гастелум       | Юрая Холл              | 13 апреля 2013 года  |
| The Ultimate Fighter: Brazil 2                     | Полусредний вес          | Леонарду Сантус       | Вилиам Макариу         | 8 июня 2013 года     |
| The Ultimate Fighter 18                            | Легчайший вес            | Крис Холдсворт        | Дэвид Грант            | 30 ноября 2013 года  |
| The Ultimate Fighter 18                            | Легчайший вес (ж)        | Джулианна Пенья       | Джессика Ракочи        | 30 ноября 2013 года  |
| The Ultimate Fighter: China                        | Полулёгкий вес           | Нин Гуанъю            | Ян Цзяньпин            | 23 августа 2014 года |
| The Ultimate Fighter: China                        | Полусредний вес          | Чжан Липэн            | Ван Сай                | 1 марта 2014 года    |
| The Ultimate Fighter Nations: Canada vs. Australia | Полусредний вес          | Чед Лаприз            | Оливье Обен-Мерсье     | 16 апреля 2014 года  |
| The Ultimate Fighter Nations: Canada vs. Australia | Средний вес              | Элиас Теодору         | Шелдон Уэсткотт        | 16 апреля 2014 года  |
| The Ultimate Fighter: Brazil 3                     | Средний вес              | Варлей Алвис          | Марсиу Алешандри       | 31 мая 2014 года     |
| The Ultimate Fighter: Brazil 3                     | Тяжёлый вес              | Антониу Карлус Жуниор | Витор Миранда          | 31 мая 2014 года     |
| The Ultimate Fighter 19                            | Средний вес              | Эдди Гордон           | Диегу Лима             | 6 июля 2014 года     |
| The Ultimate Fighter 19                            | Полутяжёлый вес          | Кори Андерсон         | Мэтт ван Бюрен         | 6 июля 2014 года     |
| The Ultimate Fighter: Latin America                | Легчайший вес            | Алехандро Перес       | Хосе Альберто Киньонес | 15 ноября 2014 года  |
| The Ultimate Fighter: Latin America                | Полулёгкий вес           | Яир Родригес          | Леонардо Моралес       | 15 ноября 2014 года  |
| The Ultimate Fighter 20                            | Минимальный (ж)          | Карла Эспарса         | Роуз Намаюнас          | 12 декабря 2014 года |
| The Ultimate Fighter 21                            | Полусредний вес          | Камару Усман          | Хэйдер Хассан          | 12 июля 2015 года    |
| The Ultimate Fighter: Brazil 4                     | Средний вес              | Режиналду Виейра      | Дилену Лопес           | 1 августа 2015 года  |
| The Ultimate Fighter: Brazil 4                     | Тяжёлый вес              | Глайку Франса         | Фернанду Бруну         | 1 августа 2015 года  |
| The Ultimate Fighter: Latin America 2              | Лёгкий вес               | Энрике Барсола        | Орасио Гутьеррес       | 21 ноября 2015 года  |
| The Ultimate Fighter: Latin America 2              | Полусредний вес          | Эрик Монтаньо         | Энрике Марин           | 21 ноября 2015 года  |
| The Ultimate Fighter 22                            | Лёгкий вес               | Райан Холл            | Артём Лобов            | 11 декабря 2015 года |
| The Ultimate Fighter 23                            | Женский минимальный вес  | Татьяна Суарес        | Аманда Купер           | 8 июля 2016 года     |
| The Ultimate Fighter 23                            | Полутяжёлый вес          | Эндрю Санчес          | Халил Рунтри           | 8 июля 2016 года     |
| The Ultimate Fighter: Latin America 3              | Лёгкий вес               | Мартин Браво          | Клаудио Пуэлес         | 5 ноября 2016 года   |
| The Ultimate Fighter 24                            | Наилегчайший вес         | Тим Эллиотт           | Хиромаса Огикубо       | 3 декабря 2016 года  |
| The Ultimate Fighter: Redemption                   | Полусредний вес          | Джесси Тейлор         | Диегу Лима             | 7 июля 2017 года     |
| The Ultimate Fighter 26: A New World Champion      | Женский наилегчайший вес | Никко Монтано         | Роксана Модаффери      | 1 декабря 2017 года  |
| The Ultimate Fighter 27                            | Полулёгкий вес           | Брэд Катона           | Джей Кучиньело         | 6 июля 2018 года     |
| The Ultimate Fighter 27                            | Лёгкий вес               | Майк Тризано          | Джо Джианетти          | 6 июля 2018 года     |
| The Ultimate Fighter 28                            | Тяжёлый вес              | Хуан Франциско Диеппа | Джастин Фрэйзер        | 30 ноября 2018 года  |
| The Ultimate Fighter 28                            | Полулёгкий вес (ж)       | Мэси Чиассон          | Панни Кианзад          | 30 ноября 2018 года  |

### Комментарии
1. ↑  До UFC 12 весовых категорий не было; подробнее см. Эволюция правил UFC